# Odontotrypes lama
Odontotrypes lama is een keversoort uit de familie mesttorren (Geotrupidae). De wetenschappelijke naam van de soort werd in 2001 gepubliceerd door Král, Maly & Schneider.